# ロン・ヘール
ロン・ヘール（Ron Hale、1977年11月5日 - )は、アメリカ合衆国出身のバスケットボール選手である。ポジションはフォワード。身長203cm、体重100kg。

## 来歴
フロリダ州立大学からポルトガルテレコム・リスボーナ（ポルトガル）に入団し、1シーズンプレー。
その後、2001年に来日し、三菱電機メルコドルフィンズに入団。2006年には、年間ベスト5賞とともにスティール賞も受賞。
2007年、フランスリーグのコラーレ・デ・ロアーネに移籍。2009年に、再び三菱電機ダイヤモンドドルフィンズに移籍した。

## 経歴
- ヴェルエア小 - ラーゴ中 - ラーゴ高 - フロリダ州立大学 - リスボーナ - 三菱電機（2001～2007） - ロアーネ（2007～2009） - 三菱電機（2009～2013）